# Ordine al merito della Repubblica austriaca
L'Ordine al Merito della Repubblica Austriaca o Gran Decorazione d'Onore è un ordine cavalleresco statale conferito dalla Repubblica d'Austria.

## Storia
L'Ordine venne fondato nel 1952 col nome di Decorazione d'Onore al Servizio della Repubblica d'Austria e fu il primo ordine cavalleresco fondato in Austria dopo il crollo della monarchia asburgica.
Esso venne creato per premiare quanti si fossero distinti al servizio dell'Austria, fossero essi austriaci o stranieri, uomini o donne. Le nomine avvengono per mano del Presidente della Repubblica che conferisce le decorazioni in concordanza col parere dell'Assemblea Nazionale. Sede dell'Ordine è il palazzo presidenziale, la Hofburg, che rappresenta il simbolo stesso dell'unità nazionale.

### Ordinamento
L'Ordine, sebbene sia il principale ordine cavalleresco e di merito statale, è profondamente articolato per premiare tutti i meriti dal più alto al più basso con precise distinzioni. Tra parentesi viene indicato, dopo il nome in lingua originale, anche il titolo corrispondente nella nomenclatura internazionale. I gradi dell'Ordine sono:
- Grande Stella (Groß-Stern des Ehrenzeichens - Cavaliere di Gran Croce decorato di Gran Cordone), consiste in una placca da petto in oro a forma raggiante con al centro l'aquila austriaca in oro smaltata attorniata dagli stemmi regionali. La medaglia, consistente in una croce maltese smaltata di rosso e riportante una croce greca smaltata di bianco, è sostenuta al fine di una fascia da portarsi a tracolla di colore rosso con una striscia bianca per parte.
- Gran Decorazione d'Onore in Oro con Fascia (Großes Goldenes Ehrenzeichen am Bande - Cavaliere di Gran Croce d'Oro), consiste in una placca da petto in argento a forma raggiante con al centro l'aquila austriaca in oro smaltata attorniata dagli stemmi regionali. La medaglia, consistente in una croce maltese smaltata di rosso e riportante una croce greca smaltata di bianco, è sostenuta al fine di una fascia da portarsi a tracolla di colore rosso con una striscia bianca per parte.
- Gran Decorazione d'Onore in Argento con Fascia (Großes Silbernes Ehrenzeichen am Bande - Cavaliere di Gran Croce d'Argento), consiste in una placca da petto in argento a forma raggiante con al centro l'aquila austriaca in argento smaltata attorniata dagli stemmi regionali. La medaglia, consistente in una croce maltese smaltata di rosso e riportante una croce greca smaltata di bianco, è sostenuta al fine di una fascia da portarsi a tracolla di colore rosso con una striscia bianca per parte.
- Gran Decorazione d'Onore in Oro con Stella (Großes Goldenes Ehrenzeichen mit dem Stern - Grand'Ufficiale d'Oro), consiste in una piccola placca da petto in argento a forma raggiante con al centro l'aquila austriaca in oro smaltata attorniata dagli stemmi regionali. La medaglia, consistente in una croce maltese smaltata di rosso e riportante una croce greca smaltata di bianco, è portata al collo sostenuta da un nastro di colore bianco con una striscia rossa per parte.
- Gran Decorazione d'Onore in Argento con Stella (Großes Silbernes Ehrenzeichen mit dem Stern - Grand'Ufficiale d'Argento), consiste in una piccola placca da petto in argento a forma raggiante con al centro l'aquila austriaca in argento smaltata attorniata dagli stemmi regionali. La medaglia, consistente in una croce maltese smaltata di rosso e riportante una croce greca smaltata di bianco, è portata al collo sostenuta da un nastro di colore rosso con una striscia bianca al centro.
- Gran Decorazione d'Onore in Oro (Großes Goldenes Ehrenzeichen - Commendatore d'Oro), consiste in una medaglia rappresentante una croce maltese smaltata di rosso e riportante una croce greca smaltata di bianco, è portata al collo sostenuta da un nastro di colore bianco con una striscia rossa per parte.
- Gran Decorazione d'Onore in Argento (Großes Silbernes Ehrenzeichen - Commendatore d'Argento), consiste in una medaglia rappresentante una croce maltese smaltata di rosso e riportante una croce greca smaltata di bianco, è portata al collo sostenuta da un nastro di colore rosso con una striscia bianca al centro.
- Gran Decorazione d'Onore (Großes Ehrenzeichen - Ufficiale), consiste in una placca da petto a forma di croce maltese smaltata di rosso e riportante una croce greca smaltata di bianco. Al centro di essa si trova l'aquila austriaca in argento.
- Decorazione d'Onore in Oro (Goldenes Ehrenzeichen - Cavaliere d'Oro), consiste in una croce maltese smaltata di rosso e riportante una croce greca smaltata di bianco, portata al petto tramite un nastro di colore bianco con una striscia rossa per parte.
- Decorazione d'Onore in Argento (Silbernes Ehrenzeichen - Cavaliere d'Argento), consiste in una croce maltese smaltata di rosso e riportante una croce greca smaltata di bianco, portata al petto tramite un nastro di colore rosso con una striscia bianca in centro.
- Decorazione d'Onore (Ehrenzeichen - Medaglia ai Servizi di Liberazione dell'Austria), consiste in una medaglia d'argento riportante l'aquila austriaca. Viene portata al petto appesa ad un nastro di colore rosso con una striscia bianca in centro.
- Decorazione di Merito in Oro (Goldenes Verdienstzeichen - Croce d'Oro), consiste in una croce maltese riportante una croce greca il tutto in oro. Viene portata al petto tramite un nastro di colore bianco con una striscia rossa per parte.
- Decorazione di Merito in argento (Silbernes Verdienstzeichen - Croce d'Argento), consiste in una croce maltese riportante una croce greca il tutto in argento. Viene portata al petto tramite un nastro di colore rosso con una striscia bianca al centro.
- Medaglia d'Oro con nastro rosso (Goldene Medaille am Roten Bande - Medaglia d'Oro per il Salvataggio), consiste in una medaglia d'oro riportante l'aquila austriaca da portarsi al petto sostenuta da un nastro completamente rosso.
- Medaglia d'Oro (Goldene Medaille - Medaglia d'Oro), consiste in una medaglia d'oro riportante l'aquila austriaca da portarsi al petto sostenuta da un nastro rosso con una striscia bianca in centro.
- Medaglia d'Argento (Silberne Medaille - Medaglia d'Argento), consiste in una medaglia d'argento riportante l'aquila austriaca da portarsi al petto sostenuta da un nastro rosso con una striscia bianca in centro.
- Medaglia di Bronzo (Bronzene Medaille - Medaglia di Bronzo), consiste in una medaglia di bronzo riportante l'aquila austriaca da portarsi al petto sostenuta da un nastro rosso con una striscia bianca in centro. Oggi questa medaglia non viene più concessa.

## Insigniti notabili
- Riccardo Muti
- Giovanni Battista Re
- Arnold Schwarzenegger, 1993.
- Claudio Abbado
- Leonardo Domenici, 2002.
- Georg Gänswein, 2009.
- Stuart Eizenstat, 2005.
- Anna Freud, 1975.
- Alfred Haberl, 1963, 1974 e 1980
- Dmitrij Šostakovič, 1967.
- Walter Schwimmer
- Silvius Magnago, 1989.
- Joseph Ratzinger, 1992.
- Shoichiro Toyoda, 1998.
- Samy Molcho, 2004.[1]
- Andreas Maislinger, 2005.
- Neil Shicoff, 2006 & 2009.
- Gianfranco Fini, 2002
- Carlo Azeglio Ciampi, 2002
- Giorgio Napolitano, 2007
- Clio Maria Bittoni, 2007
- Walter Veltroni, 2002
- Walter Guggenberger, 1993 & 1999
- Riccardo Illy, 1999
- Marcelo Rebelo de Sousa, 2019
- Sergio Mattarella, 2019
- Laura Mattarella, 2019
- Kersti Kaljulaid, 2021
- Moon Jae-in, 2021
- Filippo del Belgio, 2022
- Guglielmo Alessandro dei Paesi Bassi, 2022
- Máxima dei Paesi Bassi, 2022
- Borut Pahor, 2022
- Miloš Zeman, 2023
- Zuzana Čaputová, 2024